# Mandalong
La mandalong est une race bovine australienne.

## Origine
Elle provient d'une création récente de l'institut de recherche Mandalong park près de Sydney. Dans les années 1960, un projet a été développé pour le métissage de races afin de créer une race bouchère pour la Nouvelle-Galles du Sud. Elle comprend les races suivantes, chacune choisie pour ses qualités :
- Charolaise et Shorthorn pour leur carcasse à bon rendement en viande de première qualité.
- British White pour ses capacités laitières, afin d'avoir de bonnes nourrices à veaux.
- Brahmane pour la petite taille des veaux à la naissance, la précocité sexuelle des génisses et la rusticité en zone sèche.
- Chianina pour augmenter la stature des animaux, donc le poids de viande.

Après plusieurs générations, la race a été stabilisée avec 16,33 % de brahmane, 25 % de races britanniques (shorthorn et british white) et 58,33 % de races européennes.

## Morphologie
Elle porte une robe claire, allant de blanc crème à froment, en raison du nombre de races génitrices blanches. Elle est surnommée la race dorée, the golden breed en raison de sa couleur. Elle peut porter de courtes cornes en croissant ou être naturellement sans cornes. (polled en anglais) 
C'est une race de taille moyenne à grande, avec un tronc cylindrique bien développé, des cuisses musclées et un squelette fin assurant un bon rendement en viande.

## Aptitudes
C'est une race créée pour la production bouchère. Les croisements ont été conduits pour répondre à un cahier des charges précis :
- Petite taille des veaux induisant une bonne facilité de naissance.
- Bonne vitesse de croissance des jeunes. De 30 kg en moyenne à la naissance, les taureaux de trois ans peuvent peser jusqu'à 1 000 kg.
- Bonne conformation de carcasse avec viande de première qualité et bonne répartition de la graisse. Les carcasses des deux sexes sont appréciées pareillement;